# Feelin' Good at the Cadillac Club
Feelin' Good at the Cadillac Club – debiutancki album filadelfijskiego muzyka Billy’ego Paula, który go również go wyprodukował. Wydany został początkowo w 1968 roku przez wytwórnię Gamble, by po pięciu latach wznowione wydanie wyszło nakładem Philadelphia International Records - jedynie ze zmienioną okładką oraz niewielką korektą w tytułach dwóch utworów.

## Lista utworów
| 1. | Billy Boy         | 2:43  |
|    |                   |       |
| 2. | Missing You       | 2:45  |
|    |                   |       |
| 3. | Bluesette         | 3:05  |
|    |                   |       |
| 4. | Clear Day         | 4:39  |
|    |                   |       |
| 5. | Just In Time      | 3:56  |
|    |                   |       |
| 6. | That's Life       | 4:05  |
|    |                   |       |
| 7. | Don't Think Twice | 2:33  |
|    |                   |       |
| 8. | Feelin' Good      | 8:48  |
|    |                   |       |
| 9. | Somewhere         | 3:37  |
|    |                   |       |
|    |                   | 36:11 |
|    |                   |       |

## Muzycy
- Billy Paul – wokal oraz chórki
- Stanley Johnson – pianino
- Bill Collick – gitara basowa
- Norman Searlington – perkusja